# Toyoda AA

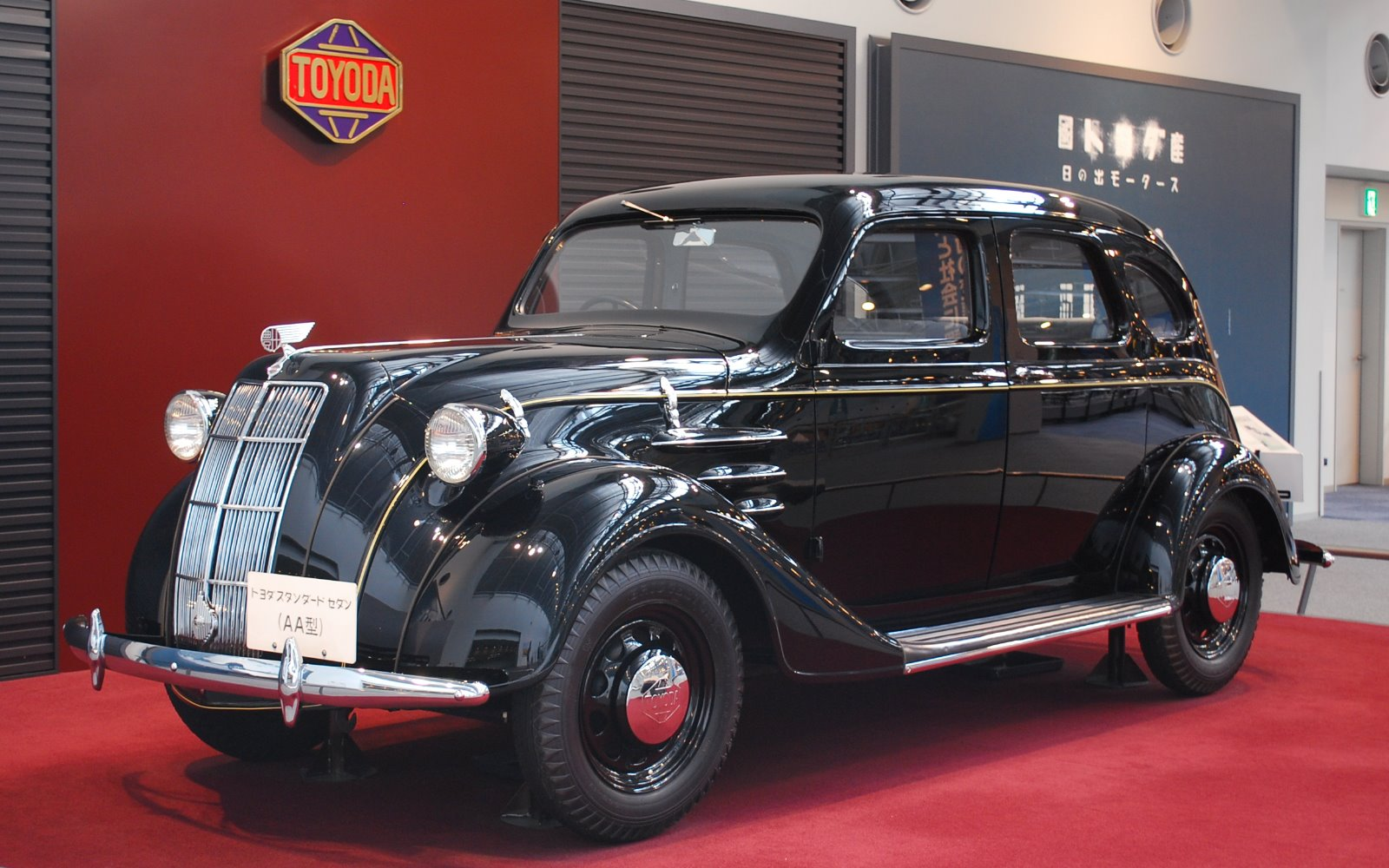
Toyoda AA

De Toyoda/Toyota AA was het eerste personenautomodel van Toyota. Het automodel werd geproduceerd van 1936 tot en met 1943.

## Ontwerp

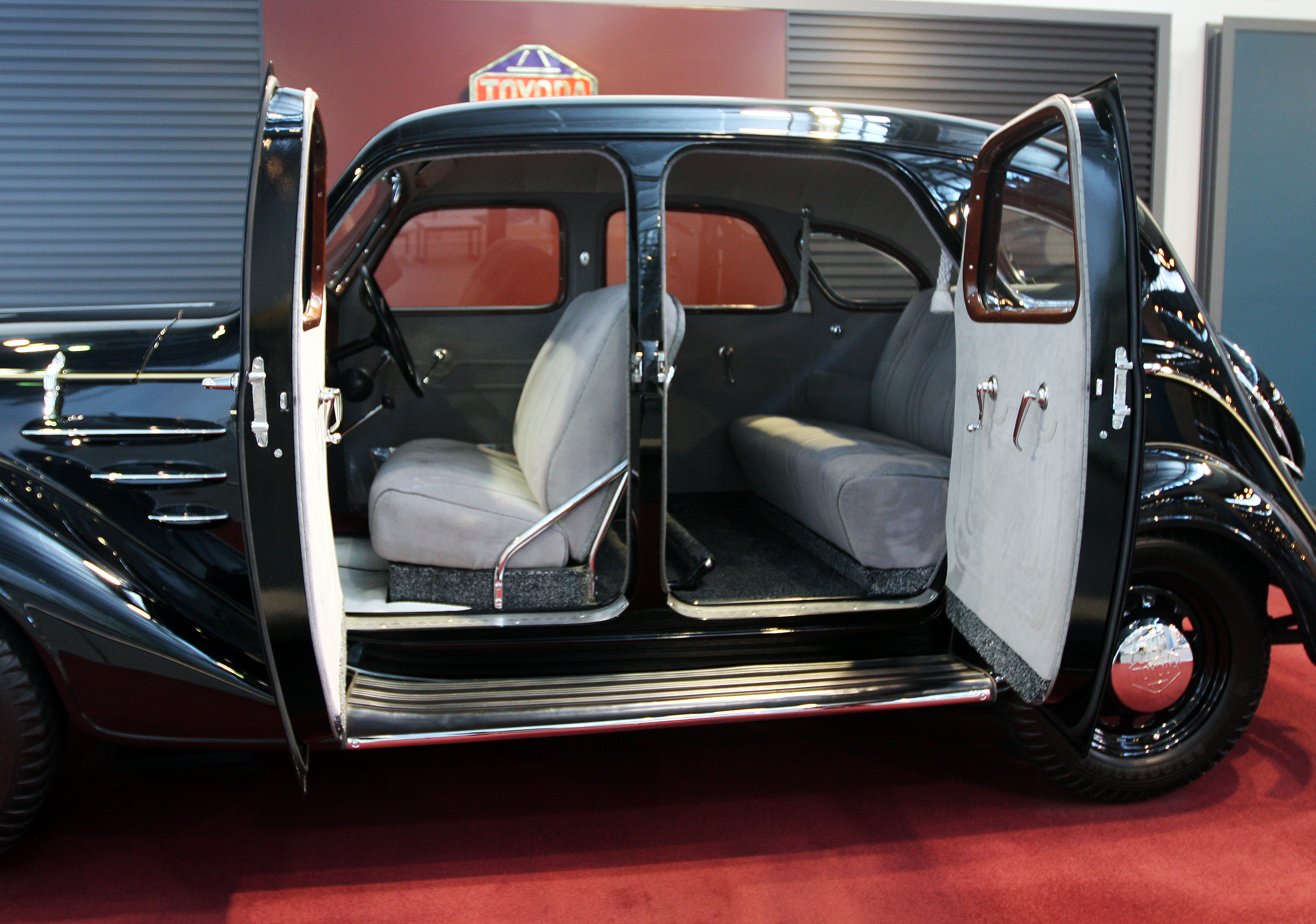
Suicide doors van een Toyota AA

Het ontwerp van de AA was gebaseerd op het A1-studiemodel, welk ontwerp gekopieerd was van de DeSoto Airflow. Het model werd gebouwd op een ladderchassis. De AA heeft vier deuren waarvan de achterste deuren achterwaarts openen als 'suicide doors'.

## Aandrijving
De AA wordt aangedreven door een 3,4 liter Type A zes-in-lijn benzinemotor, en beschikt over een handgeschakelde transmissie met drie versnellingen.

## Russische vondst

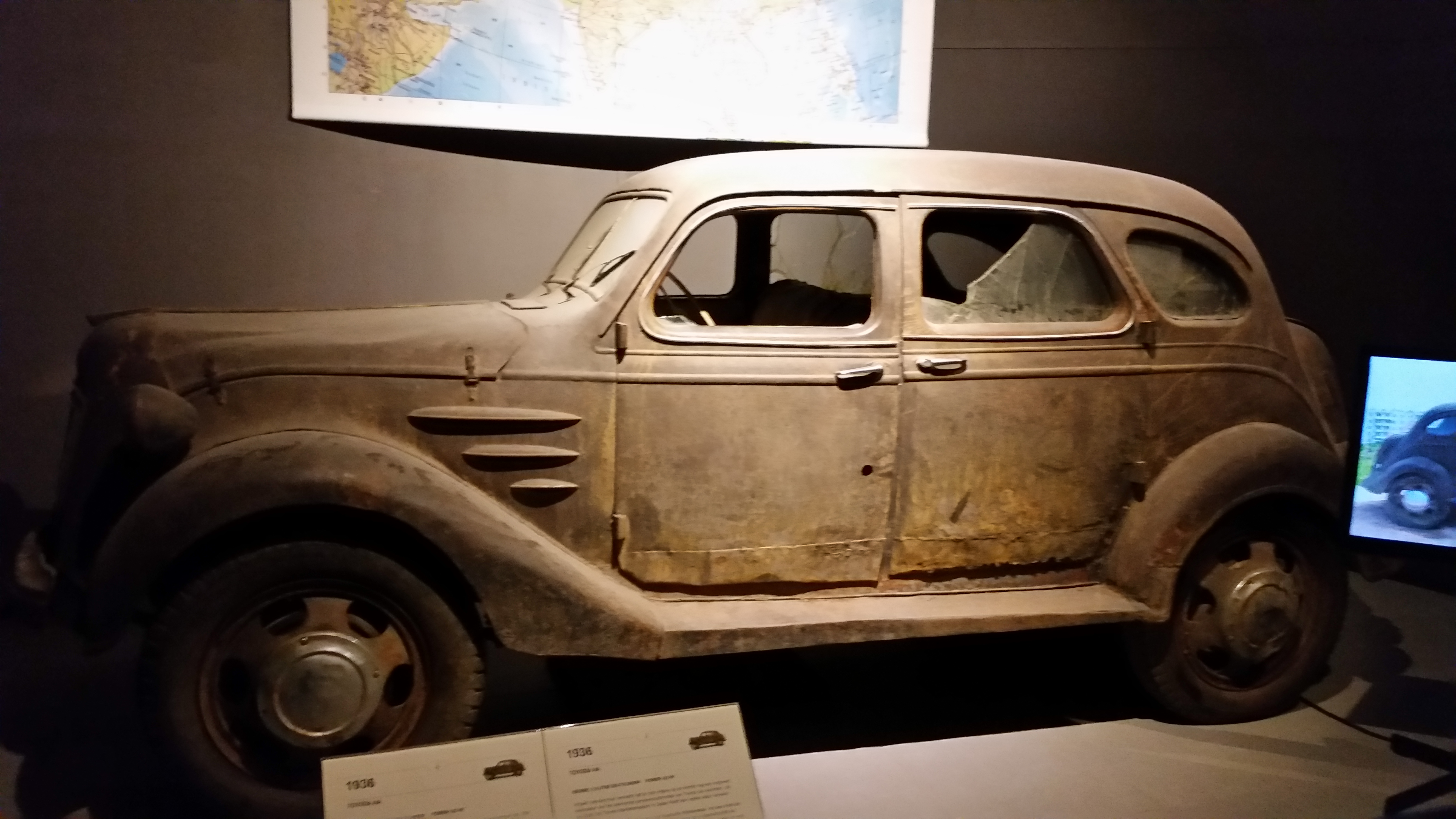
Toyoda AA zoals hij staat in het Louwman Museum

In 2008 werd nabij Vladivostok een AA aangetroffen. Het verhaal gaat dat een 25-jarige student in een lokale krant een verkoopadvertentie las waarin de verkopende partij beweerde een originele Toyoda AA uit 1936 te koop te hebben staan. Hij plaatste zijn vondst op een Russisch autoforum waarna het verhaal Ronald Kooyman bereikte, algemeen directeur van het Louwman Museum. Hij werd in contact gebracht met de kleinzoon van een Siberische boer die de AA sinds de Tweede Wereldoorlog op zijn akker gebruikte. Kooyman ging vergezeld door een Russische expert in logistiek en een werknemer van het Britse consulaat in Moskou ter plaatse om de auto op authenticiteit te beoordelen. Kooyman vertelde in 2019 in een podcast met BNR dat de AA werkte en hijzelf een korte afstand ermee achteruit gereden heeft. Het model is niet geheel origineel: de wielen zijn vervangen voor vrachtwagenwielen en het stuurwiel is verplaatst van rechts naar links. Het Louwman Museum wilde het model naar Nederland halen, en omdat de auto meer dan vijftig jaar oud was moest daarvoor toestemming verkregen worden van de Russische minister van Cultuur. Per vrachtwagen, trein en boot is de AA vervoerd naar de haven van Rotterdam.
De AA staat sinds 2009 in niet-gerestaureerde staat in het Louwman Museum.
Daihatsu · Toyota · Lexus · Scion
Acura · Daihatsu · Honda · Infiniti · Lexus · Mazda · Mitsubishi · Mitsuoka · Nissan · Scion · Subaru · Suzuki · Toyota